# Joseph Rubino

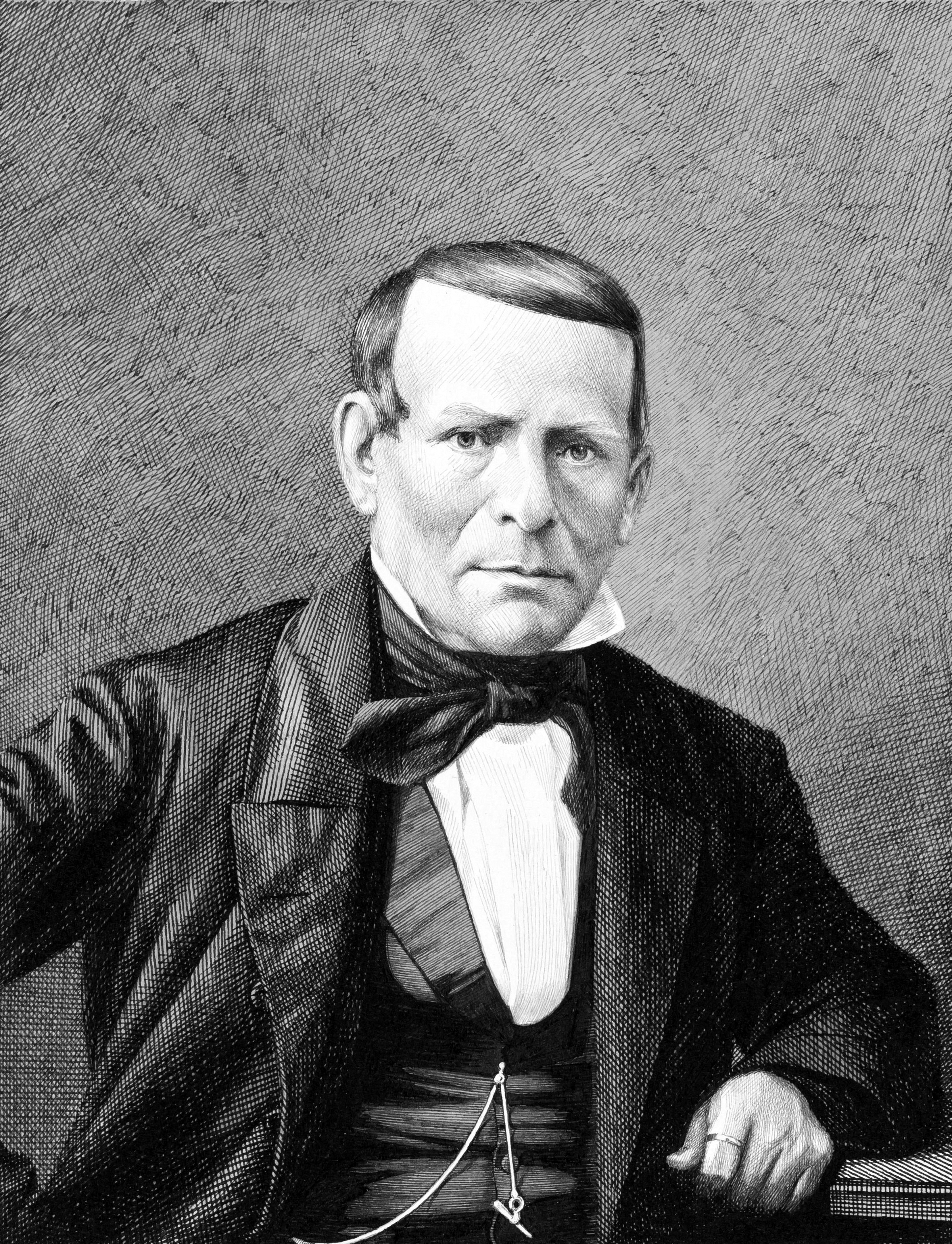
Joseph Karl Friedrich Rubino

Joseph Carl Friedrich Rubino (* 10. oder 15. August 1799 in Fritzlar; † 10. April 1864 in Marburg) war ein deutscher Althistoriker. Er wirkte von 1832 bis zu seinem Tode an der Philipps-Universität Marburg, wo er (nach seinem Übertritt vom Judentum zur evangelischen Konfession) 1843 zum ordentlichen Professor der Alten Geschichte und Philologie ernannt wurde.

## Leben und Werk
Joseph Rubino stammte aus einer jüdischen Familie, seine Eltern waren der Kaufmann Ruben Mose und Gertrud Hirsch. Sein Geburtsdatum ist unsicher: In der Vita seiner Dissertation (1821) gab er den 10. August 1799 an, später den 15. August. Als er etwa zwei Jahre alt war, starb sein Vater und Joseph zog mit der Mutter nach Kassel, wo sein Großvater an der Synagoge gewirkt hatte. 1804 heiratete seine Mutter erneut und zog nach Sontra, wo Joseph den ersten Unterricht erhielt. Von 1810 bis 1812 besuchte er die neu eingerichtete jüdische Schule in Kassel, von 1812 bis 1815 das Pädagogium in Marburg.
Ab 1815 studierte Joseph Rubino zwei Jahre lang Rechtswissenschaften an der Universität Marburg. Nach einer mehrmonatigen Unterbrechung wechselte er 1818 an die Universität Göttingen, wo er Vorlesungen und Übungen bei Gustav Hugo und Johann Gottfried Eichhorn besuchte. Aber auch in Göttingen blieb er nicht lange: Studentenunruhen veranlassten ihn, an die Universität Heidelberg zu wechseln (1819). Dort änderte er auch sein Studienfach: Bei Friedrich Creuzer und Friedrich Christoph Schlosser belegte er Philologie und Geschichte. 1821 kehrte Rubino an die Universität Marburg zurück, meldete sich dort zur Promotion und wurde zum mündlichen Examen zugelassen, obwohl er noch keine Dissertation vorgelegt hatte. Er bestand das Rigorosum am 22. August 1821 mit dem Prädikat „summa cum laude“. Er reichte eine Arbeit über das Amt der Ephoren in Sparta ein, aufgrund welcher er am 21. September 1821 zum Dr. phil. promoviert wurde.
Nach seinem Studium zog Rubino nach Kassel. Er verkehrte mit den Brüdern Grimm, dem Redakteur Jakob Pinhas und anderen Kasseler Gelehrten. Sein Ziel war eine akademische Karriere, was jedoch durch seine Zugehörigkeit zum Judentum erschwert wurde. Er bemühte sich um eine Position an der Universität Marburg. 1825 reichte er beim Ministerium eine gedruckte Inauguraldissertation ein mit der Bitte um eine außerordentliche Professur, was jedoch nach einem negativen Votum der Fakultät und des akademischen Senats abgelehnt wurde. Erst später hatte er Erfolg: Am 29. Februar 1832 bestellte ihn die Universität Marburg zum Dozenten der Alten Geschichte und Philologie, allerdings widerruflich. Er erhielt außerdem ein Gehalt von 400 Talern und den Professorentitel. Am 6. Juli 1833 wurde er dauerhaft angestellt. Rubinos Vorlesungen umfassten Interpretationen zu Pindar, Sophokles und Cicero sowie weite Bereiche der Geschichte des Altertums (einschließlich des Orients).
Rubinos Stellung an der Universität war die eines Privatdozenten, er hatte also kein Stimmrecht in der Fakultät und im Senat. Nach der Veröffentlichung seiner Studien zur Verfassung der Römischen Republik (1839) beantragte er 1840 beim Ministerium die Ernennung zum Ordinarius. Die Fakultät und der Senat weigerten sich jedoch, ihn zu berufen. Sie verwiesen auf Rubinos jüdischen Glauben. Rubino war zeit seines Lebens in der Kasseler jüdischen Gemeinde verwurzelt, entschloss sich aber nach dem Tod seiner Mutter zur Taufe, die er am 24. April 1842 in Hanau empfing. Fakultät und Senat zu Marburg erklärten sich nun mit seiner Ernennung zum Ordinarius einverstanden, die zum 31. August 1843 erfolgte. So wirkte Rubino nach über zwanzigjährigem Ringen noch über zwanzig Jahre als ordentlicher Professor der Alten Geschichte und Philologie in Marburg. Er wurde zweimal, 1851 und 1858, zum Prorektor der Universität gewählt und vertrat während der Vakanzen auch die Direktoren des philologischen Seminars. Daneben war er Mitglied der Prüfungskommission für Lehramtskandidaten.
Rubino vertrat in seinen Vorlesungen die gesamte Geschichte des Altertums. In seiner Forschungsarbeit konzentrierte er sich dagegen ganz auf das römische Staatsrecht der ciceronianischen und augusteischen Zeit (ca. 70 v. Chr. bis 14 n. Chr.). Die Quellenanalyse, die Barthold Georg Niebuhr eingeleitet hatte und die im 19. Jahrhundert bestimmend für die Altertumswissenschaft wurde, ließ Rubino dagegen außen vor. Seine Arbeiten wurden deshalb schon zu Lebzeiten von der Forschung überholt. Seine Interpretation der vorlegenden Quellen und sein Bild des römischen Staatswesens waren gleichwohl wichtige Grundlagenarbeit, auf der insbesondere Theodor Mommsen in seinen Römischen Forschungen weiterbaute.

## Schriften (Auswahl)
- Commentatio inauguralis de tribunicia potestate qualis fuerit inde a Sullae dictatura usque ad primum consulatum Pompeji. Kassel 1825.
- Untersuchungen über römische Verfassung und Geschichte. Teil 1: Ueber den Entwickelungsgang der römischen Verfassung bis zum Höhepunkte der Republik. Erster Band. Kassel 1839 (mehr nicht erschienen).
- De mortis Herodoti tempore disputatio. Marburg 1848.
- De Achaemenidarum genere. Marburg 1849.
- De augurum et pontificum apud veteros Romanos numero. Marburg 1852.
- De Serviani census summis disputatio. Pars prior. Marburg 1854 (mehr nicht erschienen).
- Beiträge zur Vorgeschichte Italiens. Leipzig 1868.